# Biserica reformată din Diosig

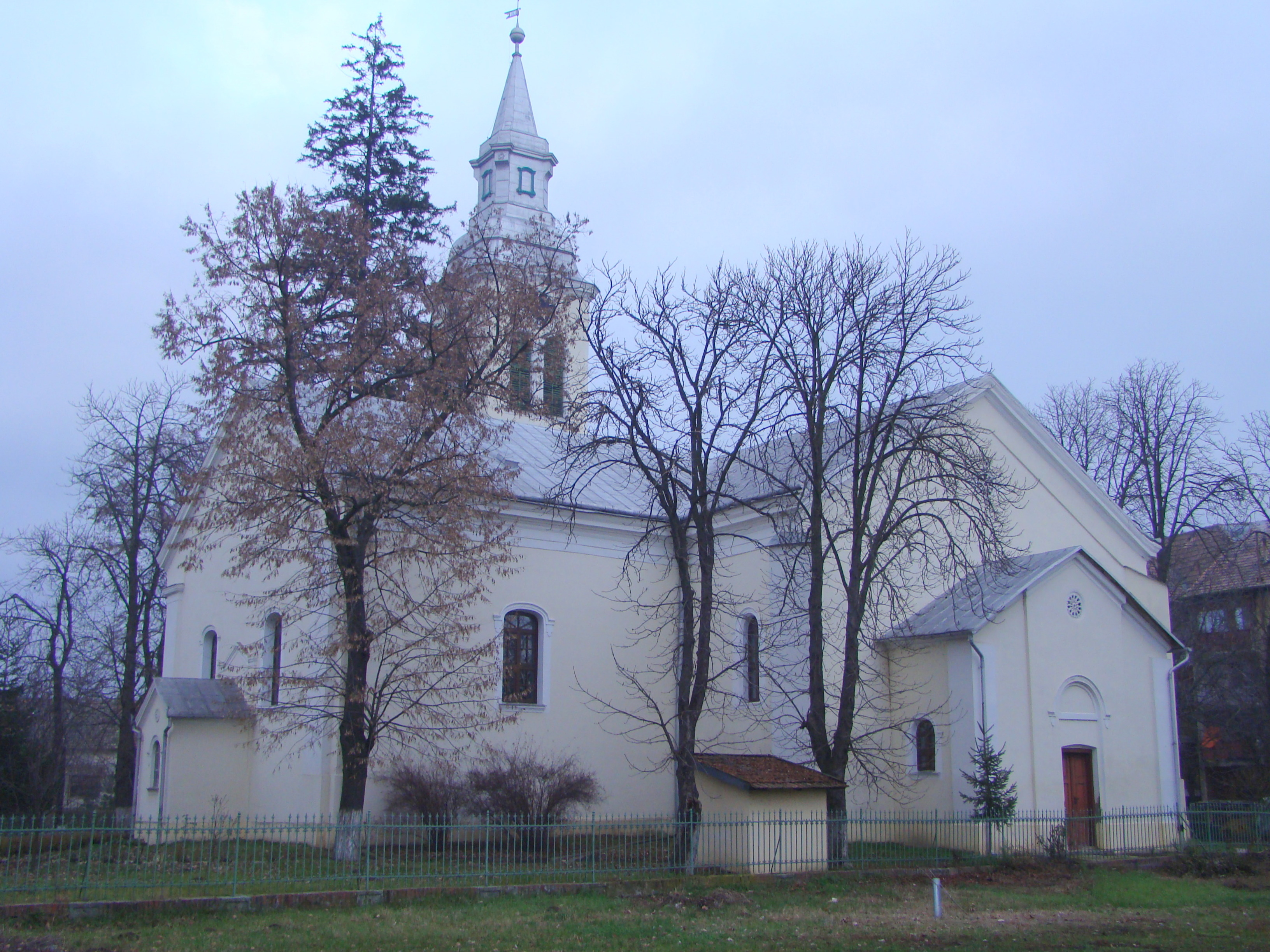
Biserica reformată din Diosig, comuna Diosig, județul Bihor, foto: decembrie 2017.

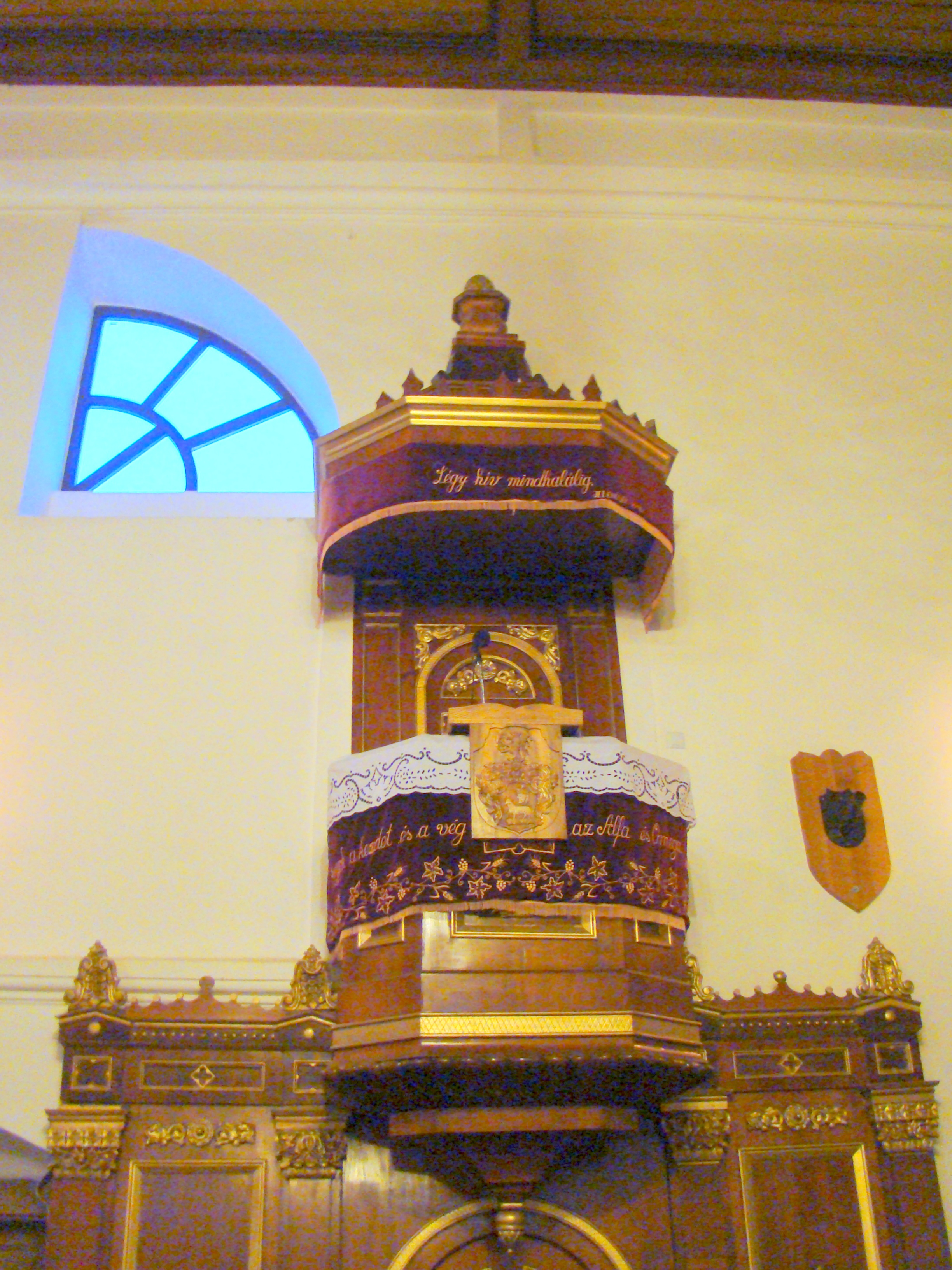
Amvonul

Biserica reformată din Diosig datează de la începutul secolului  al XVII-lea. Este un monument reprezentativ pentru bisericile reformate din Crișana.

## Localitatea
Diosig (în maghiară Bihardiószeg, Érdiószeg, Diószeg) este satul de reședință al comunei cu același nume din județul Bihor, Crișana, România. Menționat pentru prima oară în  1291, cu denumirea de Gyozeg.

## Biserica
Biserica reformată a fost construită de János Imreffy în 1609. De-a lungul anilor a fost extinsă de mai multe ori, astfel că astăzi este una dintre cele mai frumoase și mai mari biserici de pe Valea Ierului.
Biserica a avut mult de suferit în urma invaziilor turco-tătare. În 1795, partea de vest a bisericii a fost mărită, capacitatea bisericii crescând cu mai mult de o treime, iar în 1808, au fost construite vestibulele în fața intrărilor.
Ultima renovare a avut loc în 1926 la un cost de 171.225 lei. Clopotele rechiziționate în Primul Război Mondial au fost înlocuite în 1923.
În 1924, Gábor K. Nagy și soția sa au renovat orga realizată în 1851, cu un cost de 27.500 lei.

## Imagini din exterior

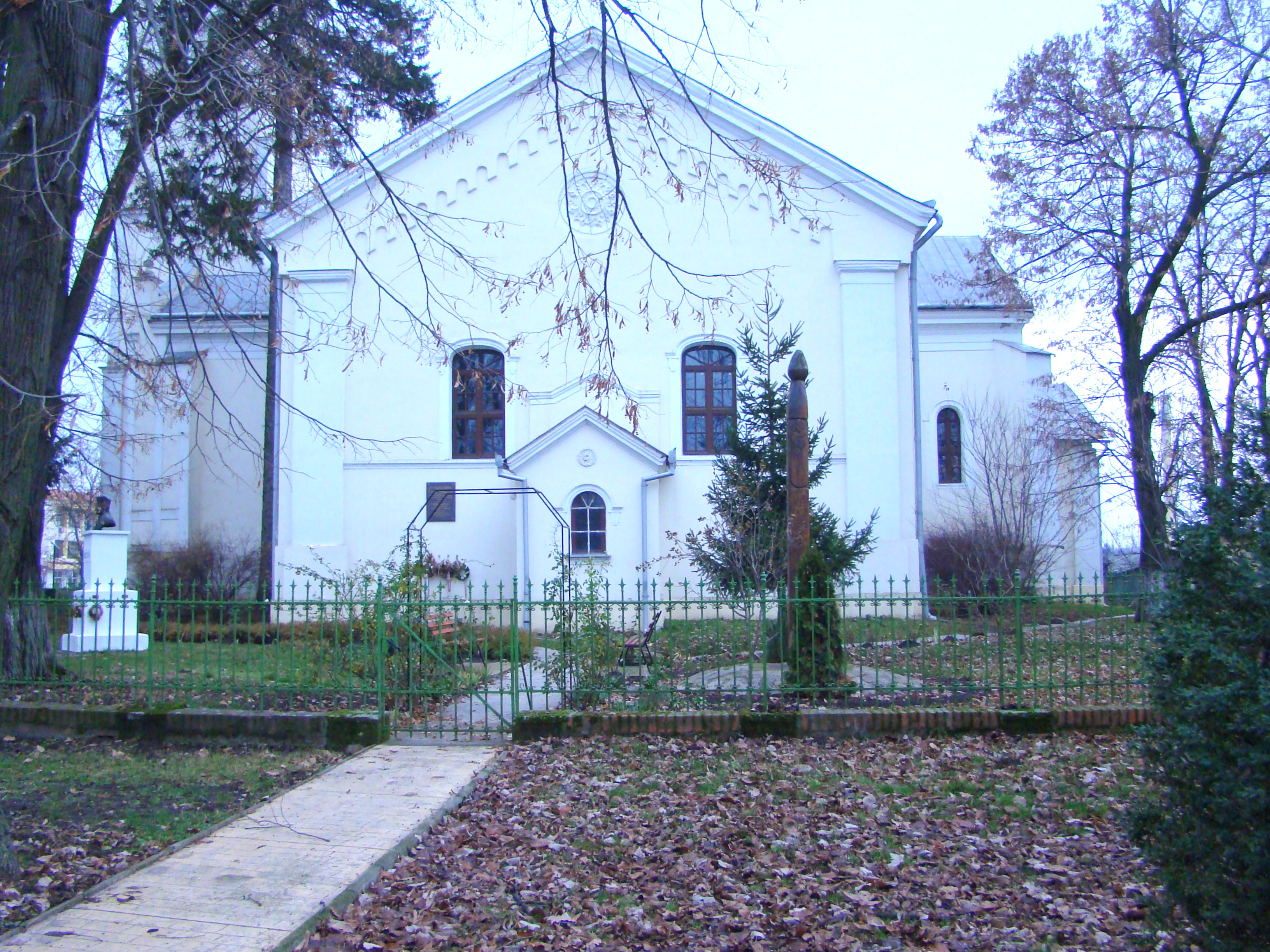
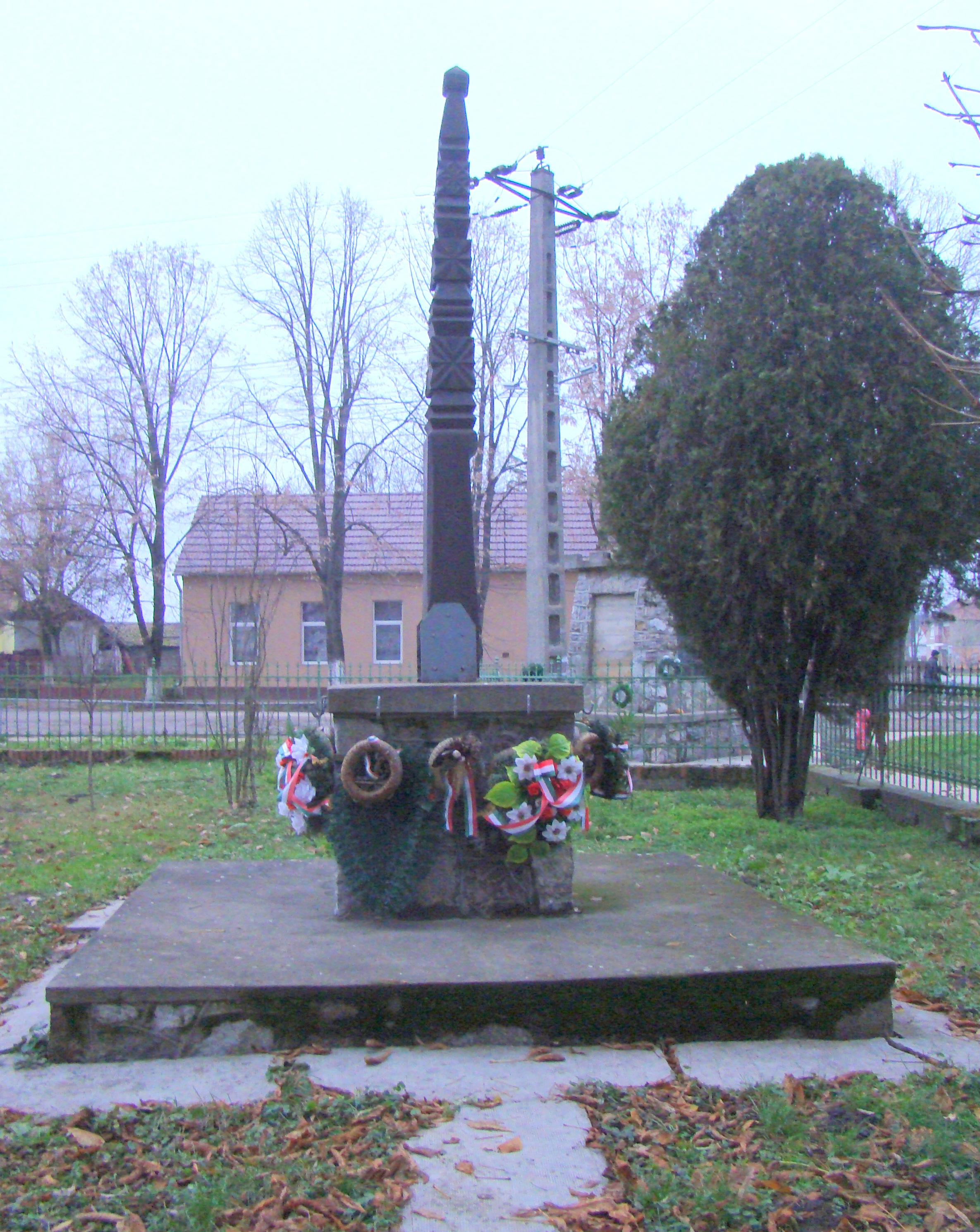
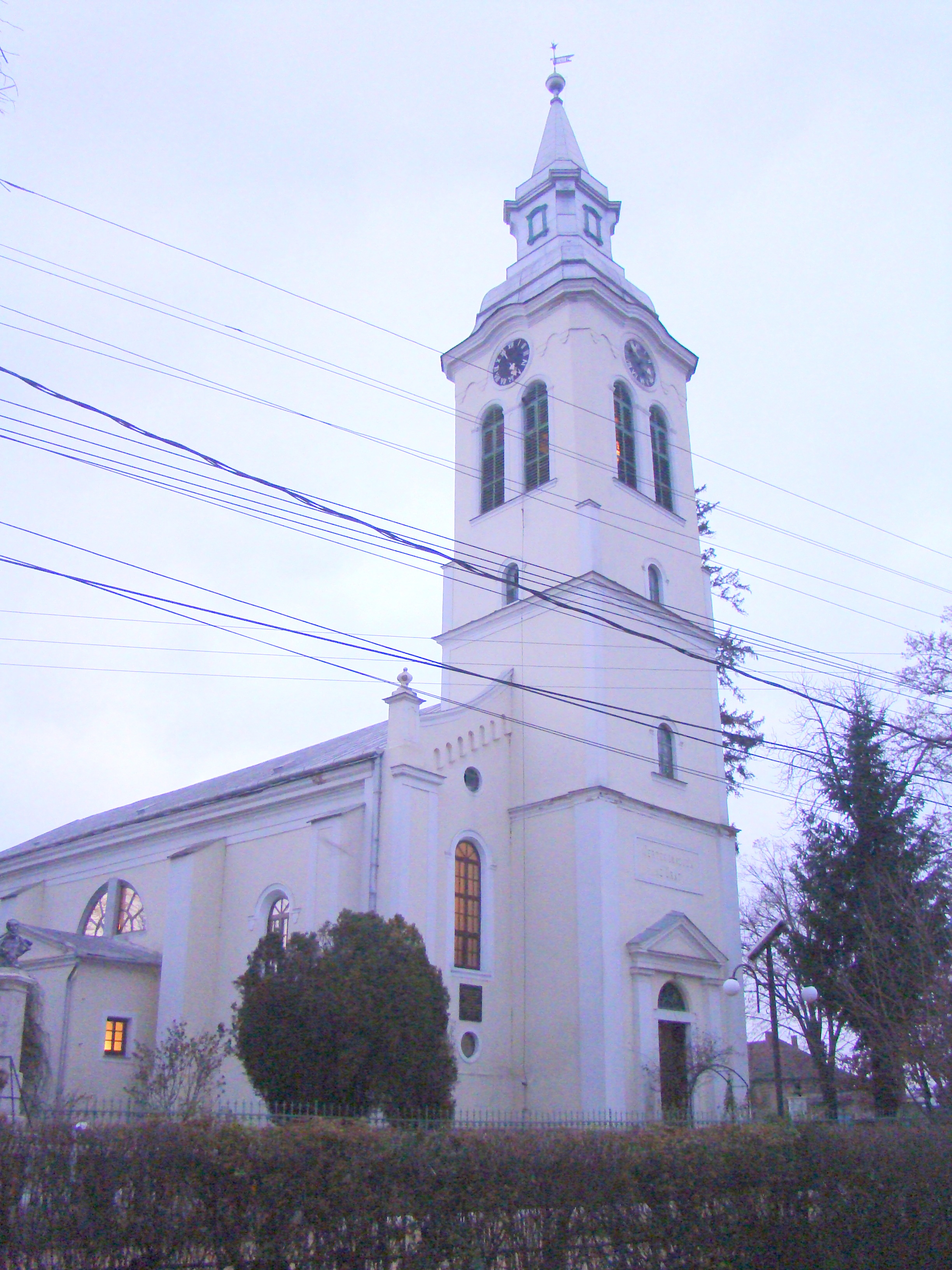
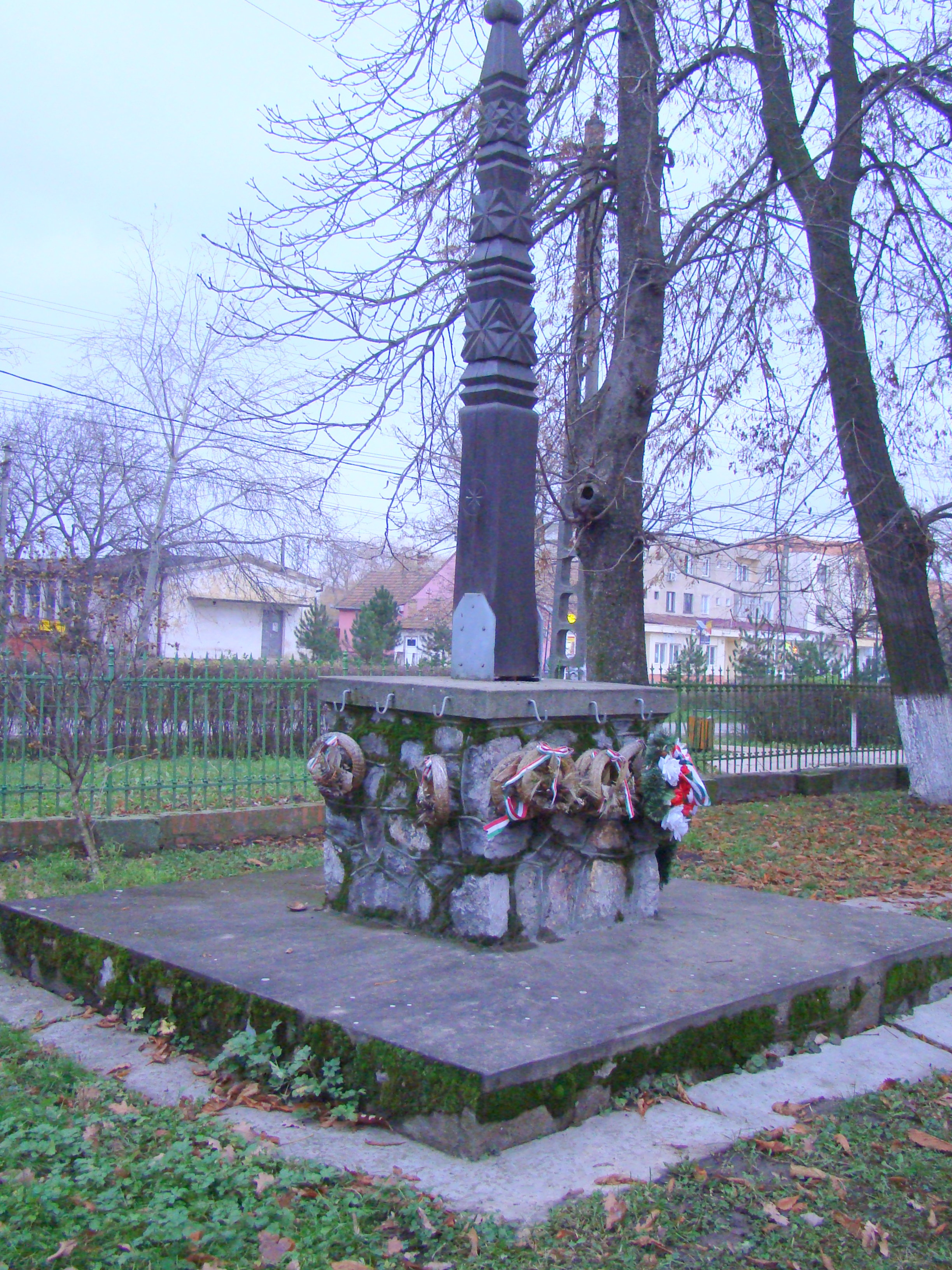
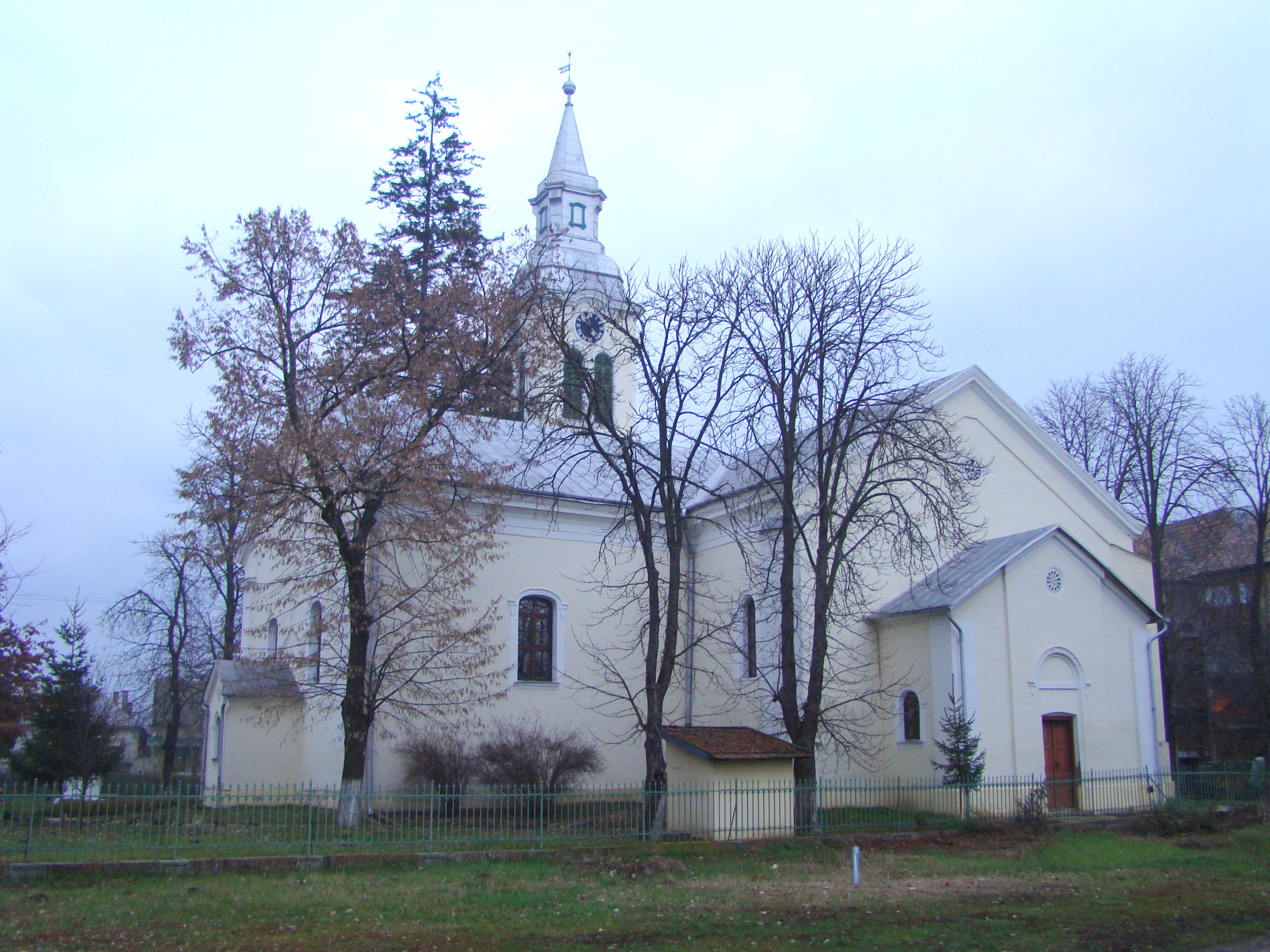
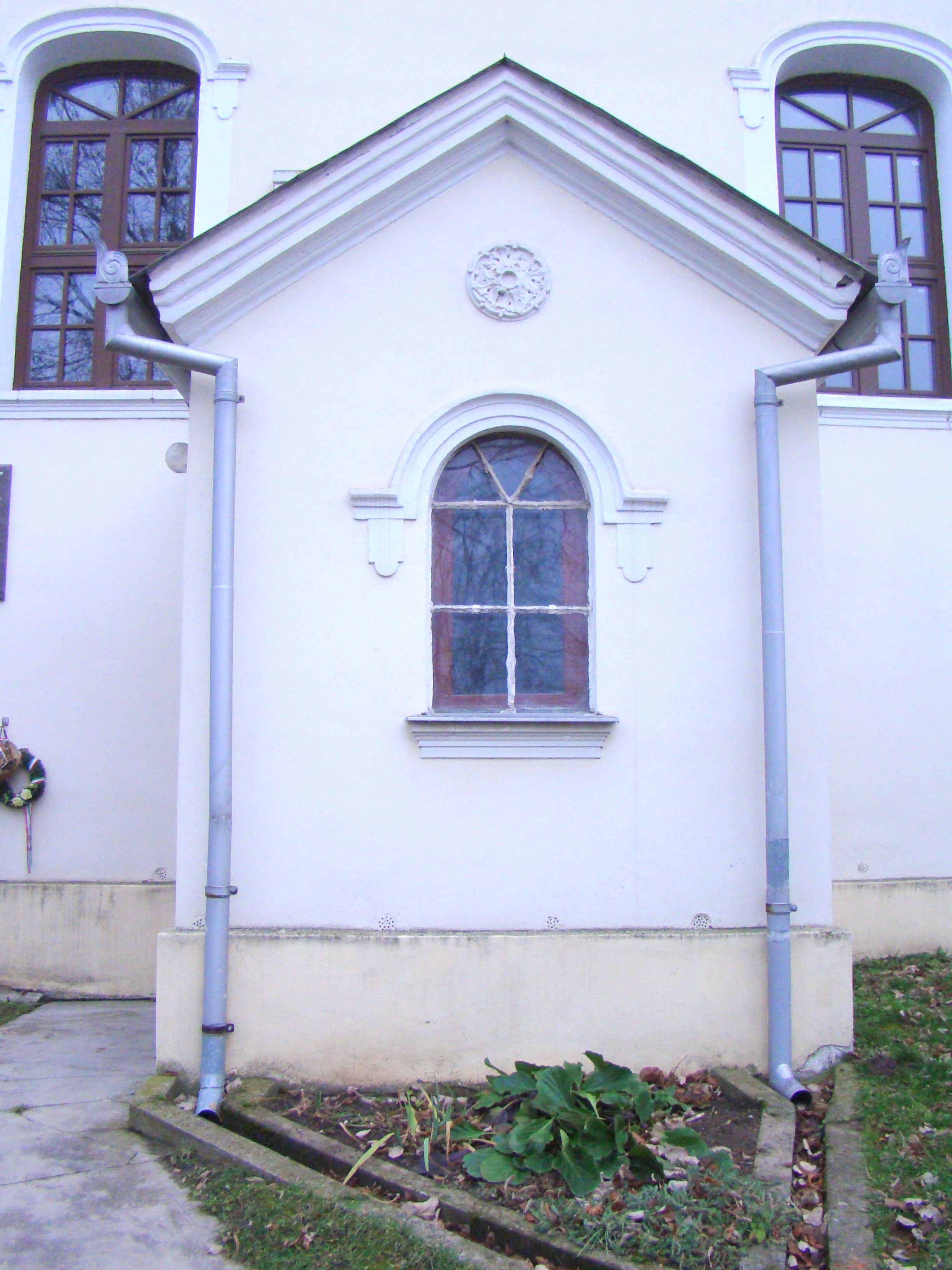
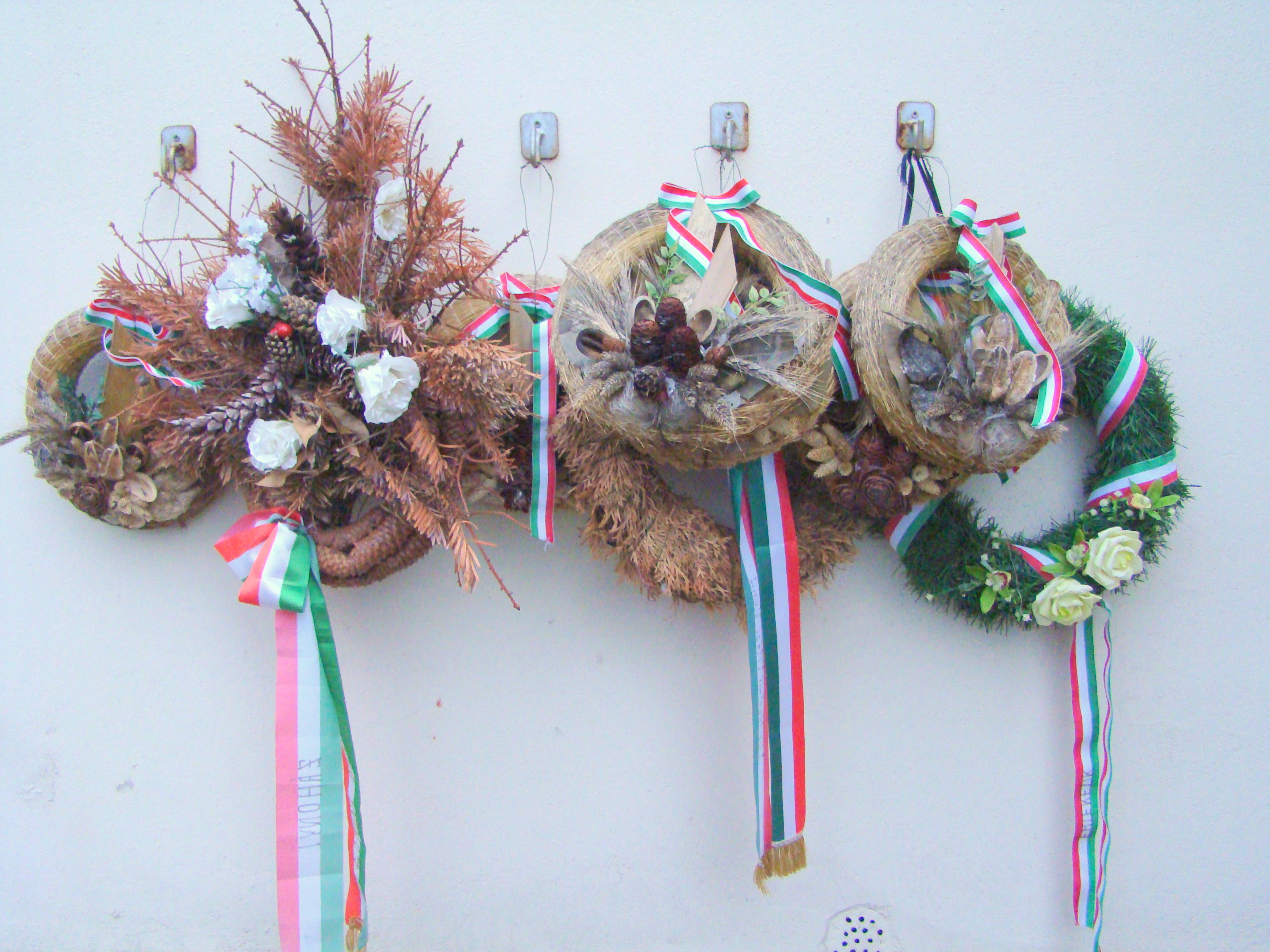
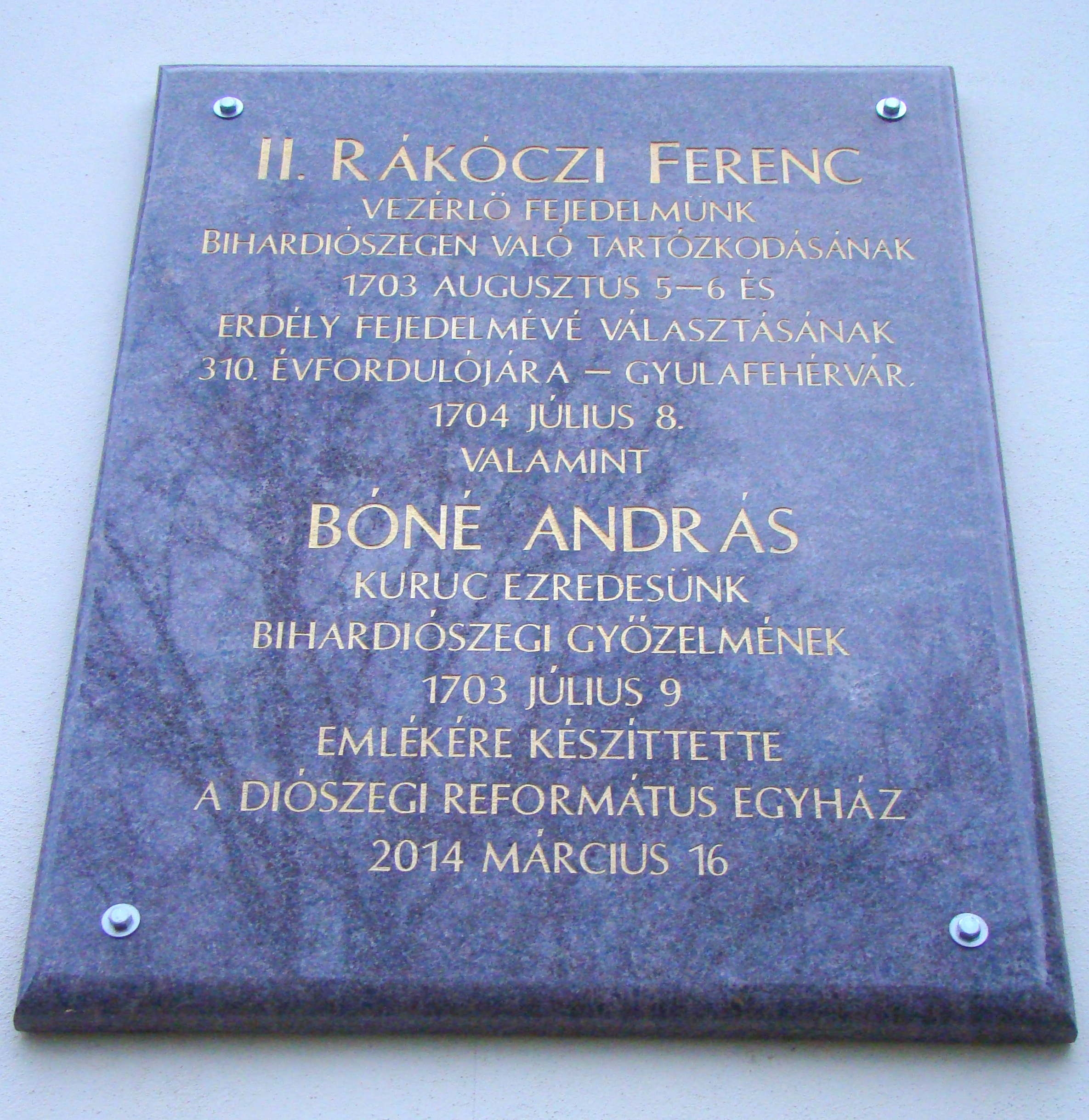
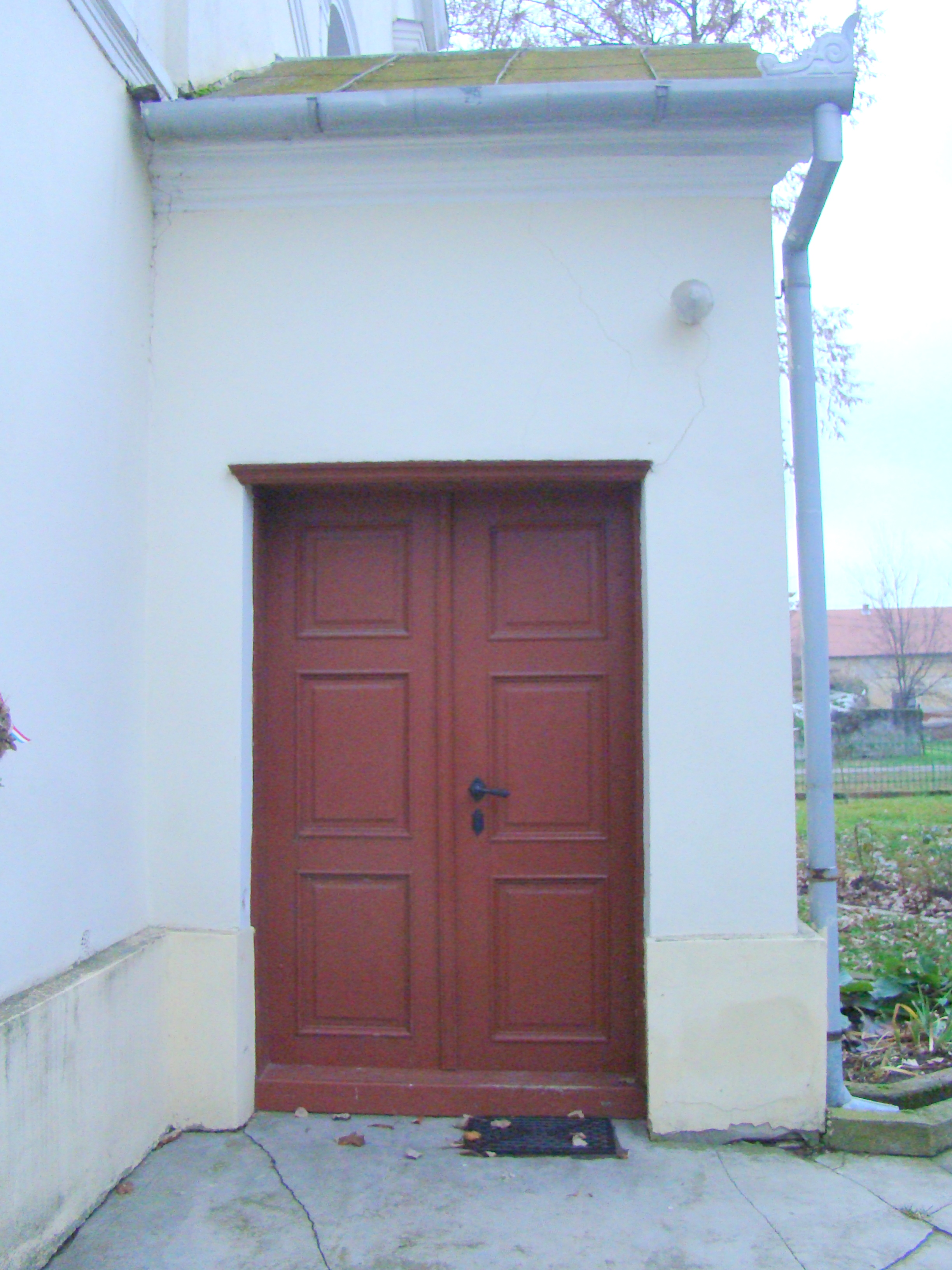
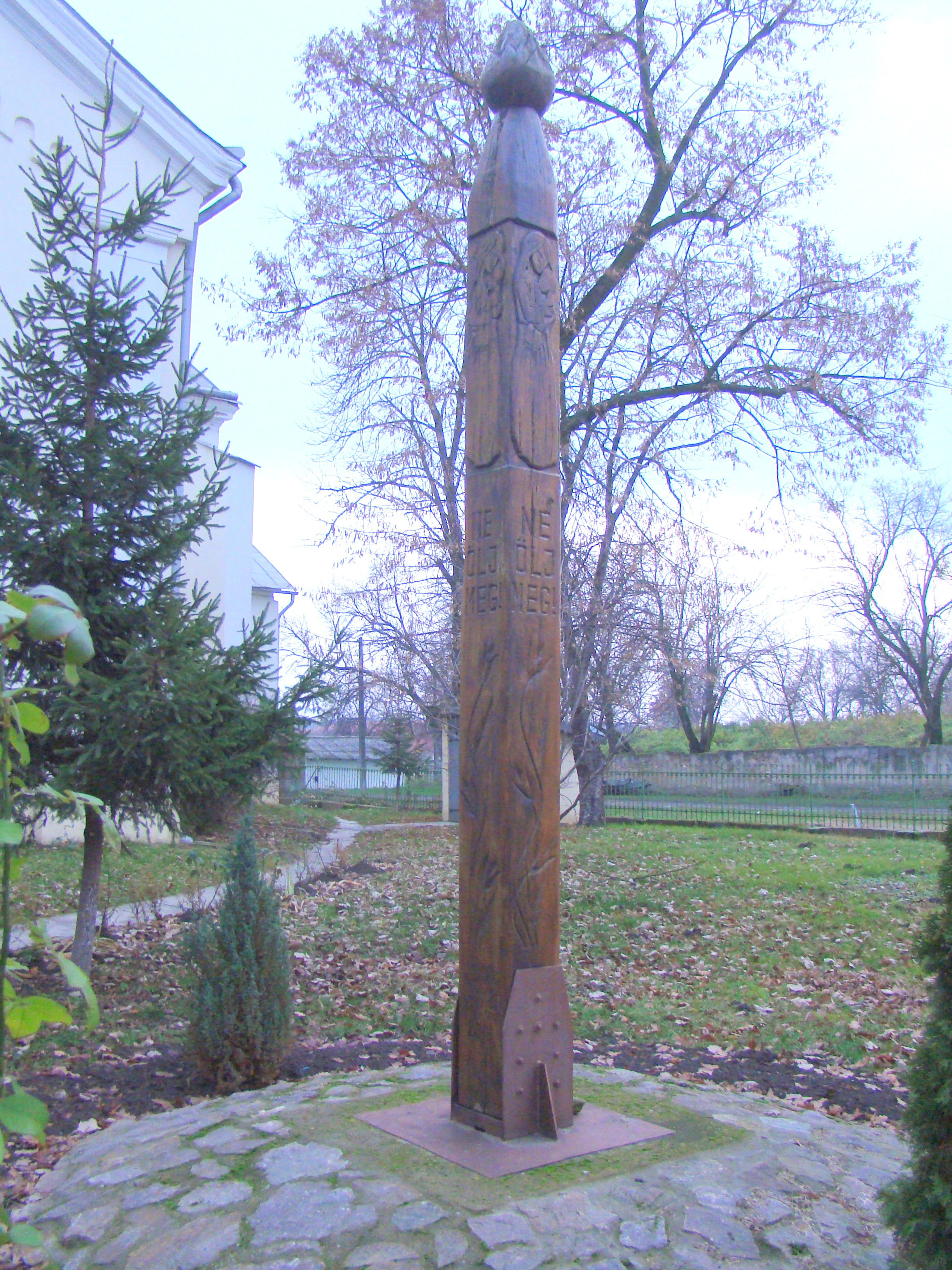
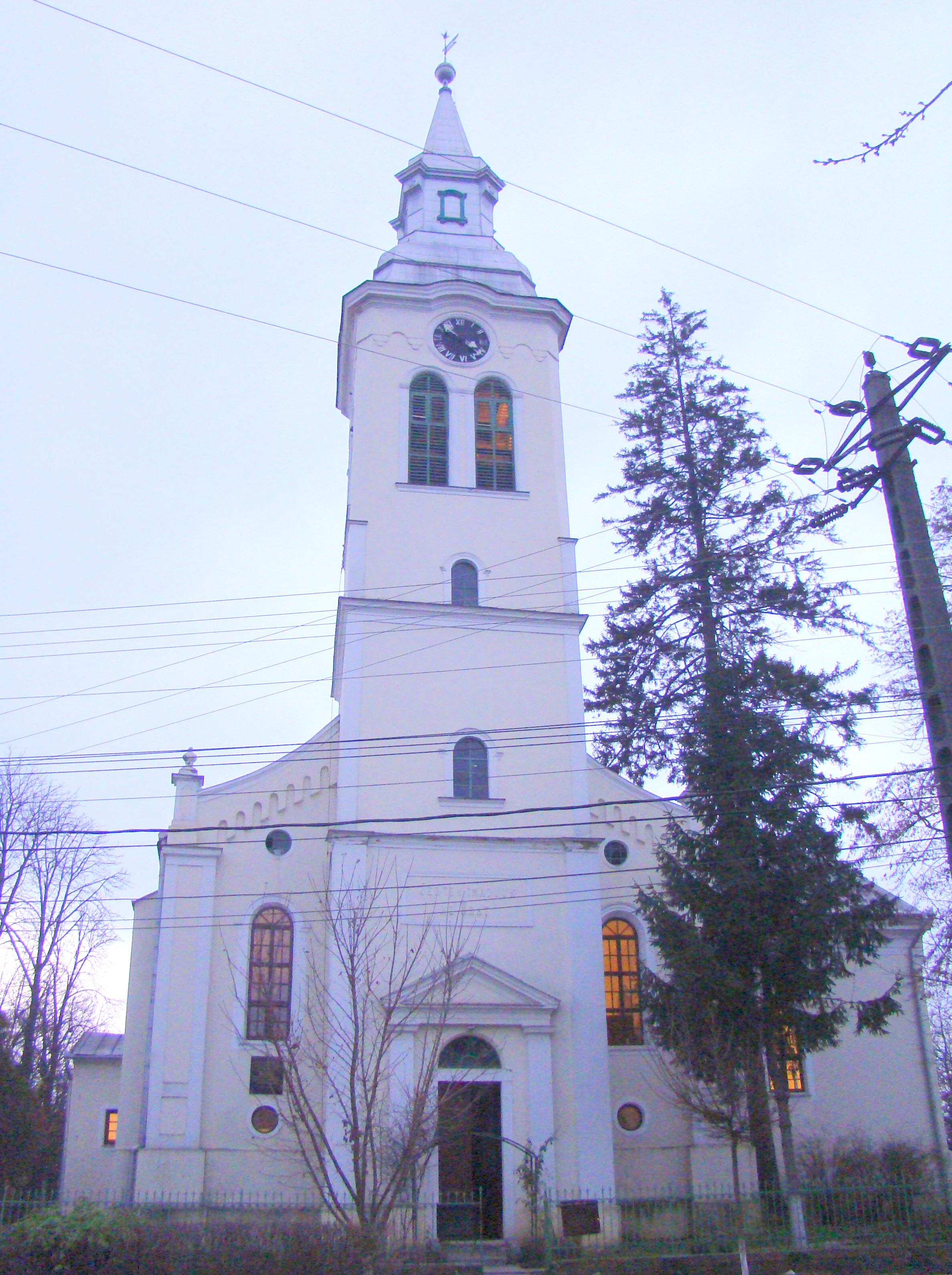
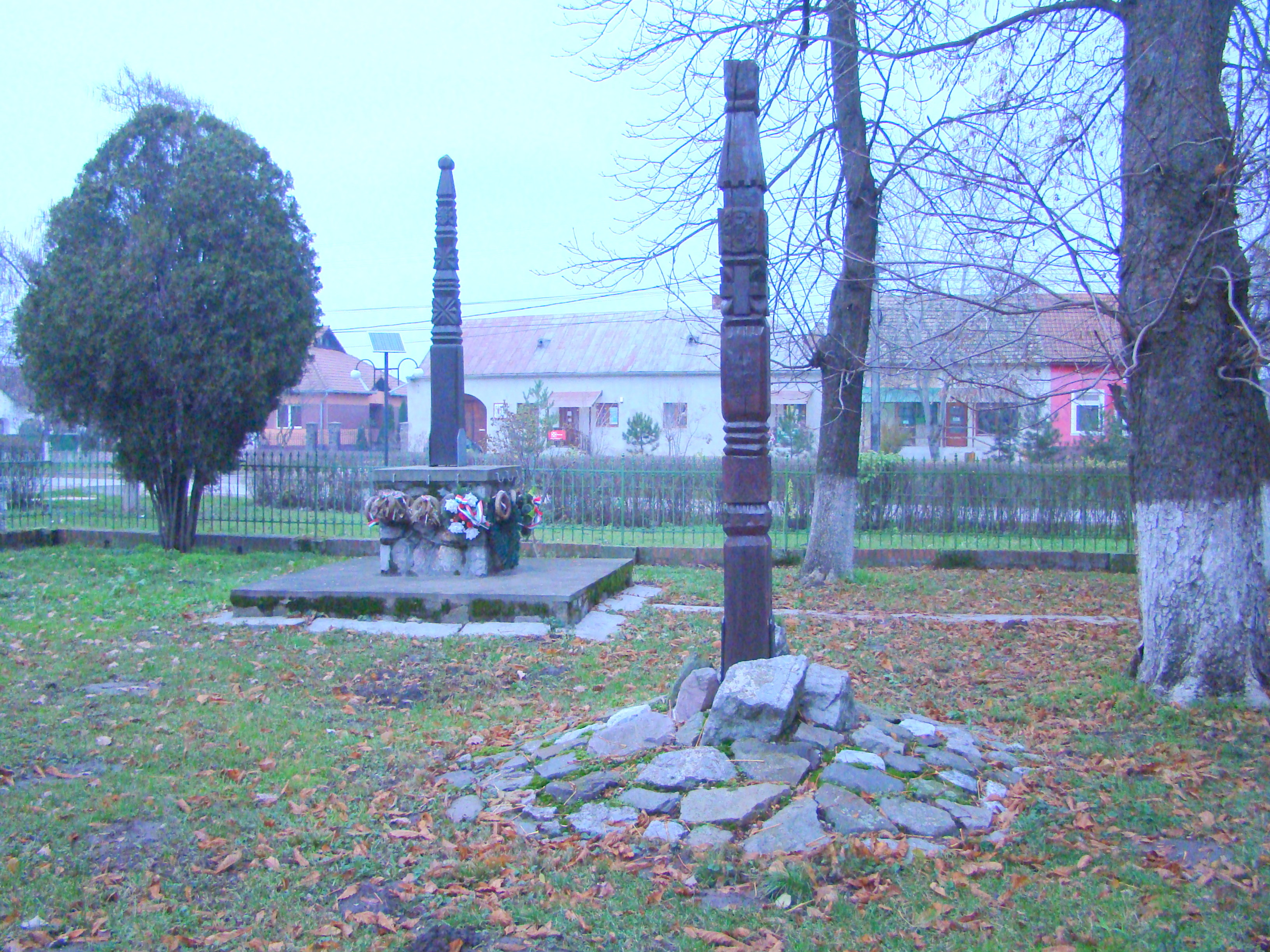
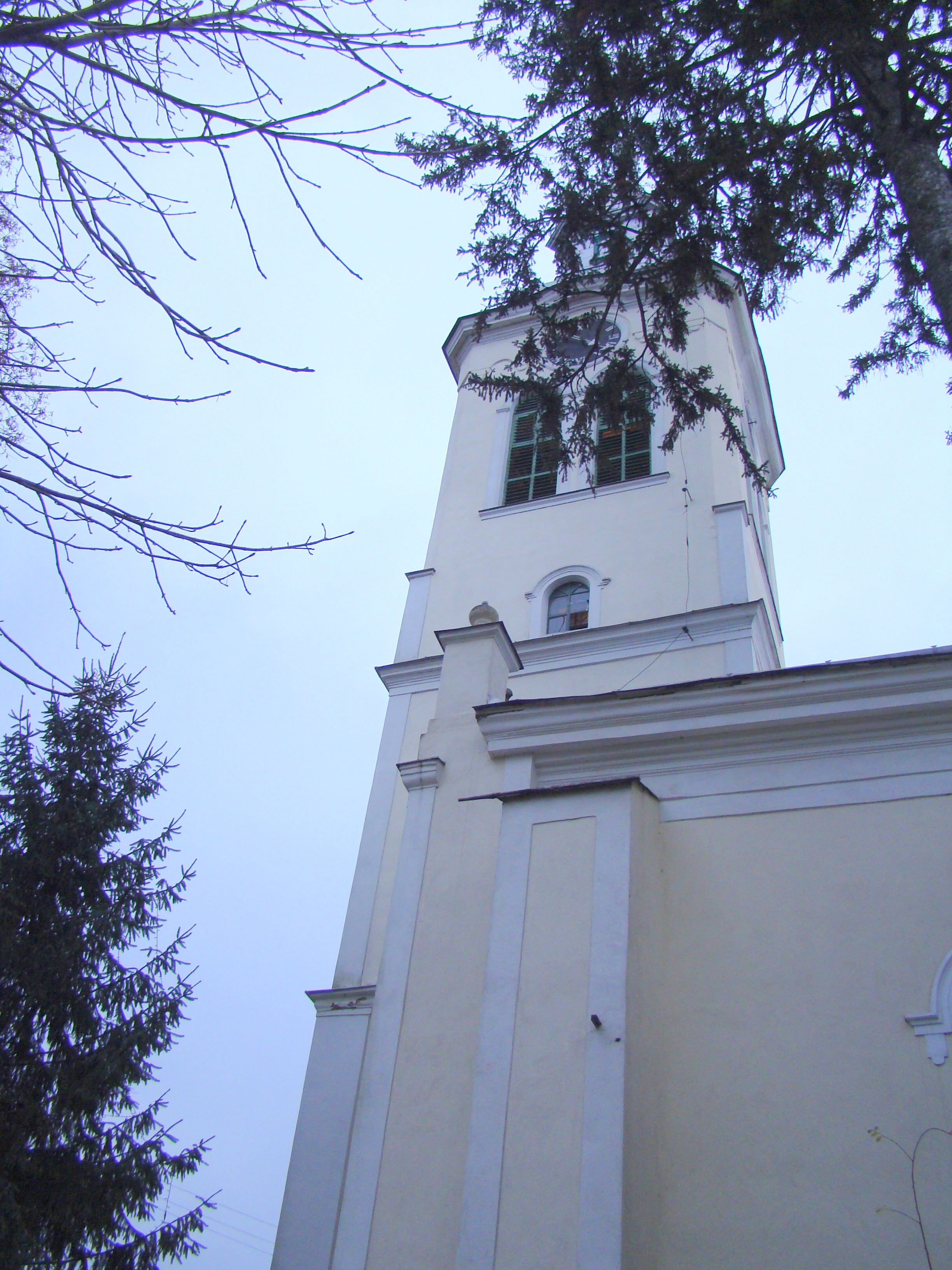

## Imagini din interior

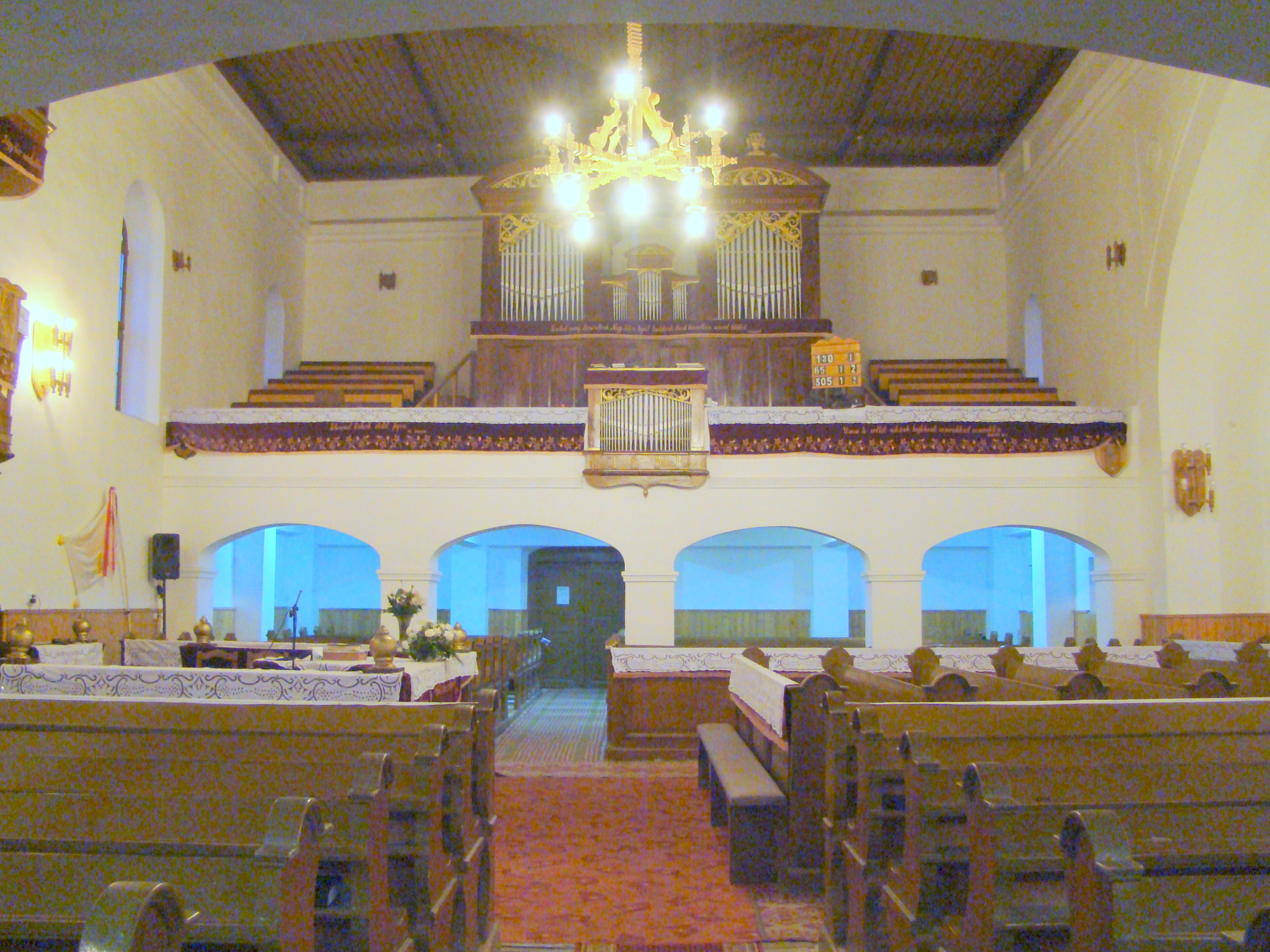
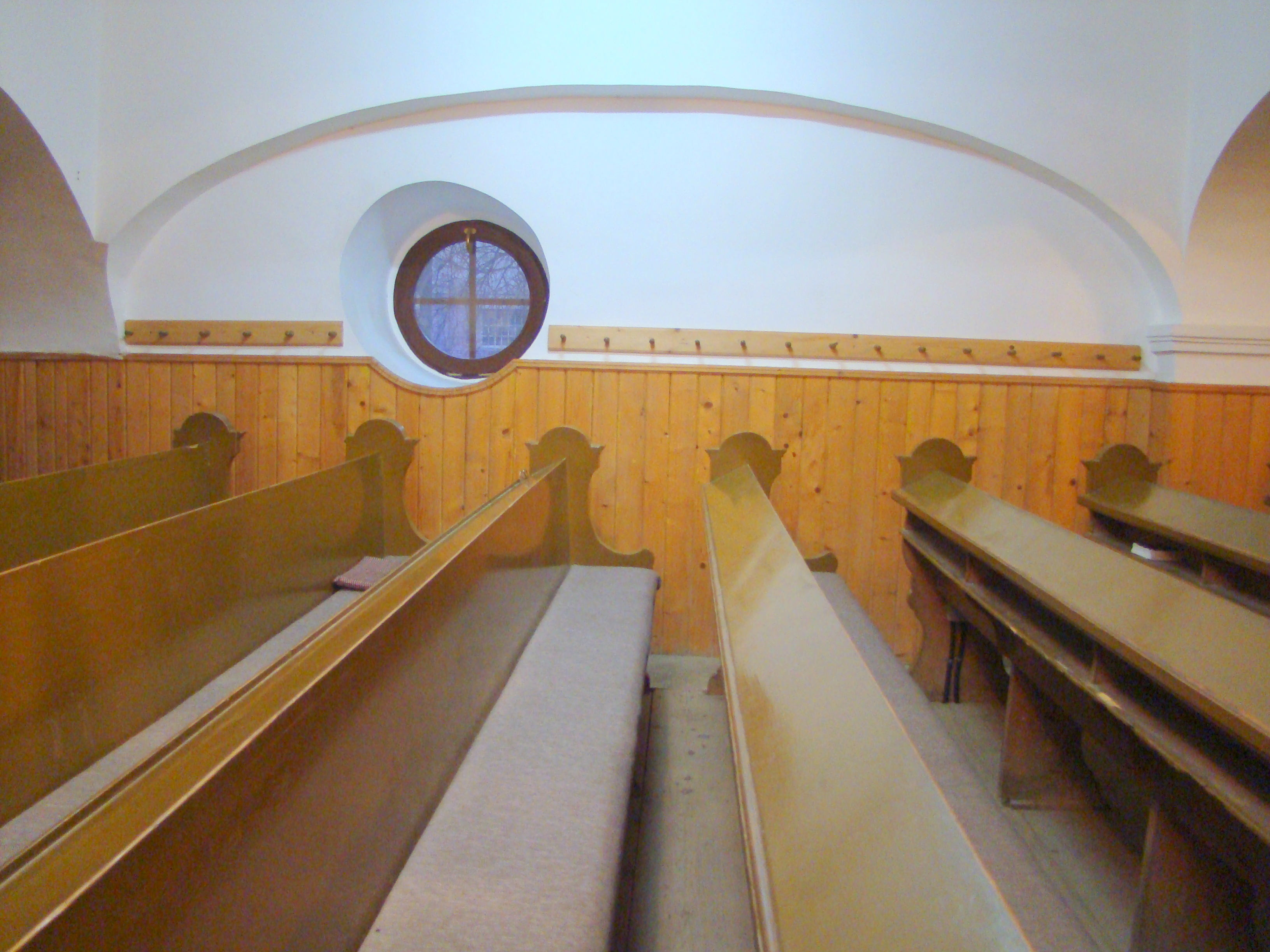
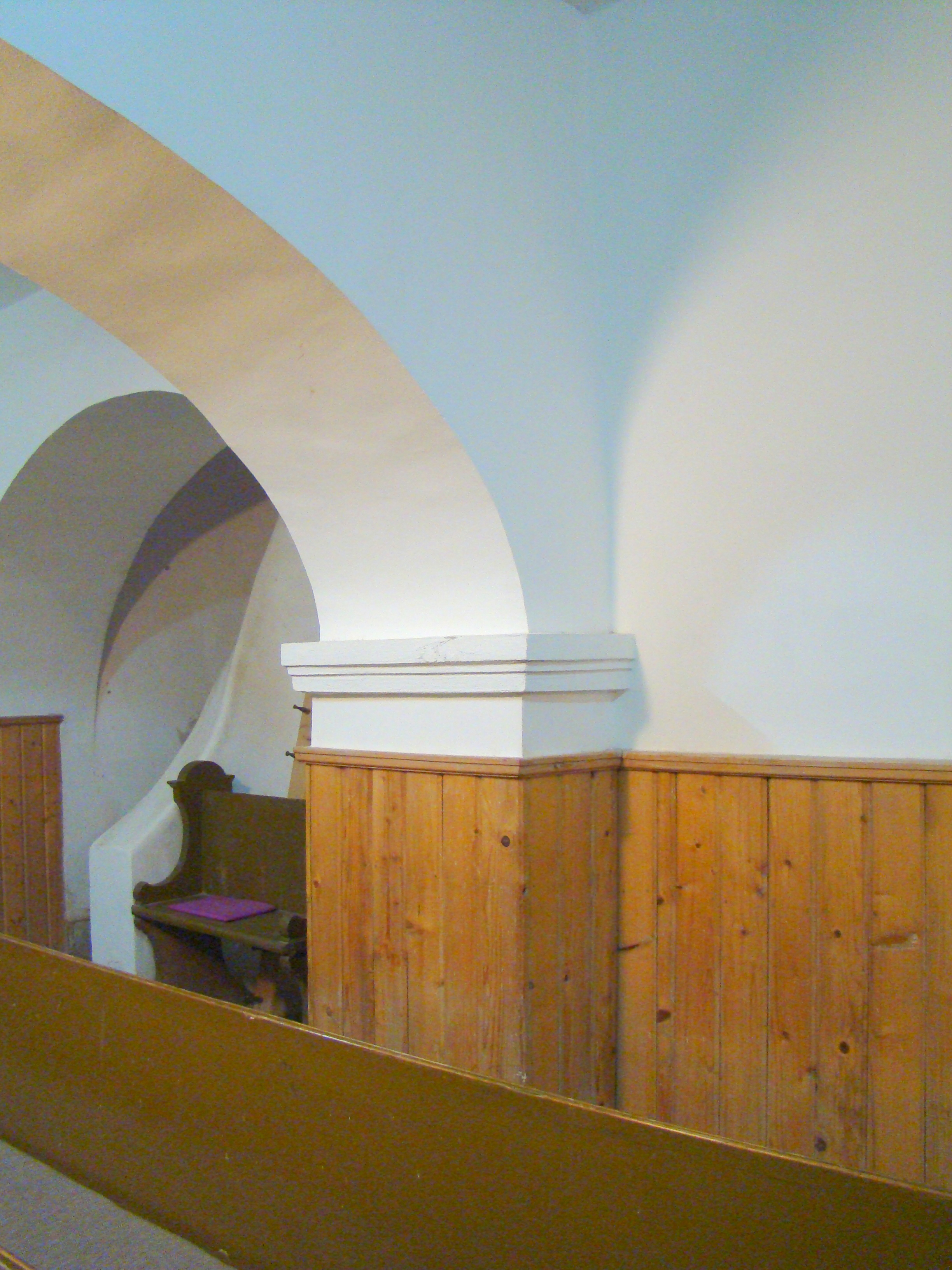
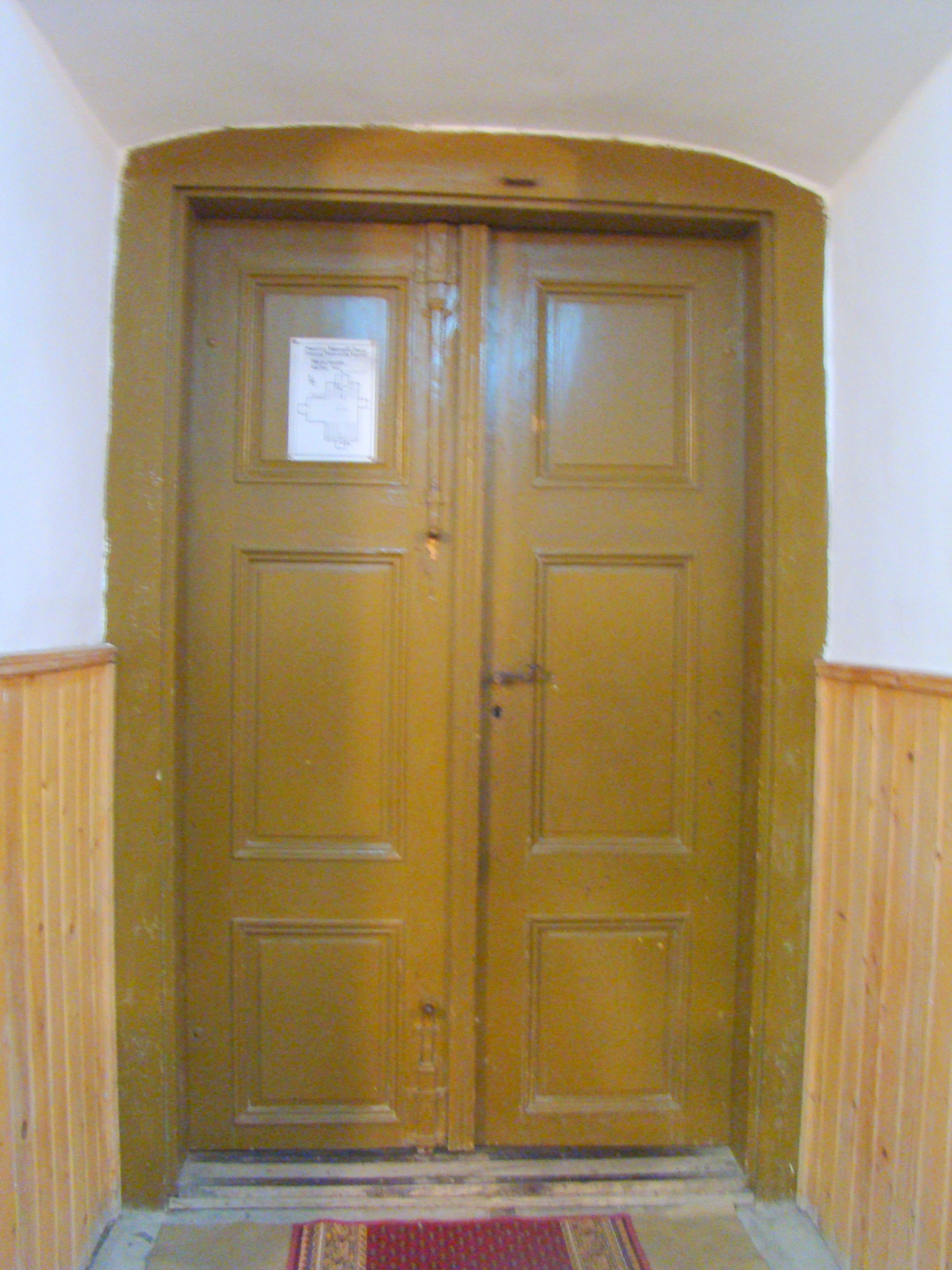
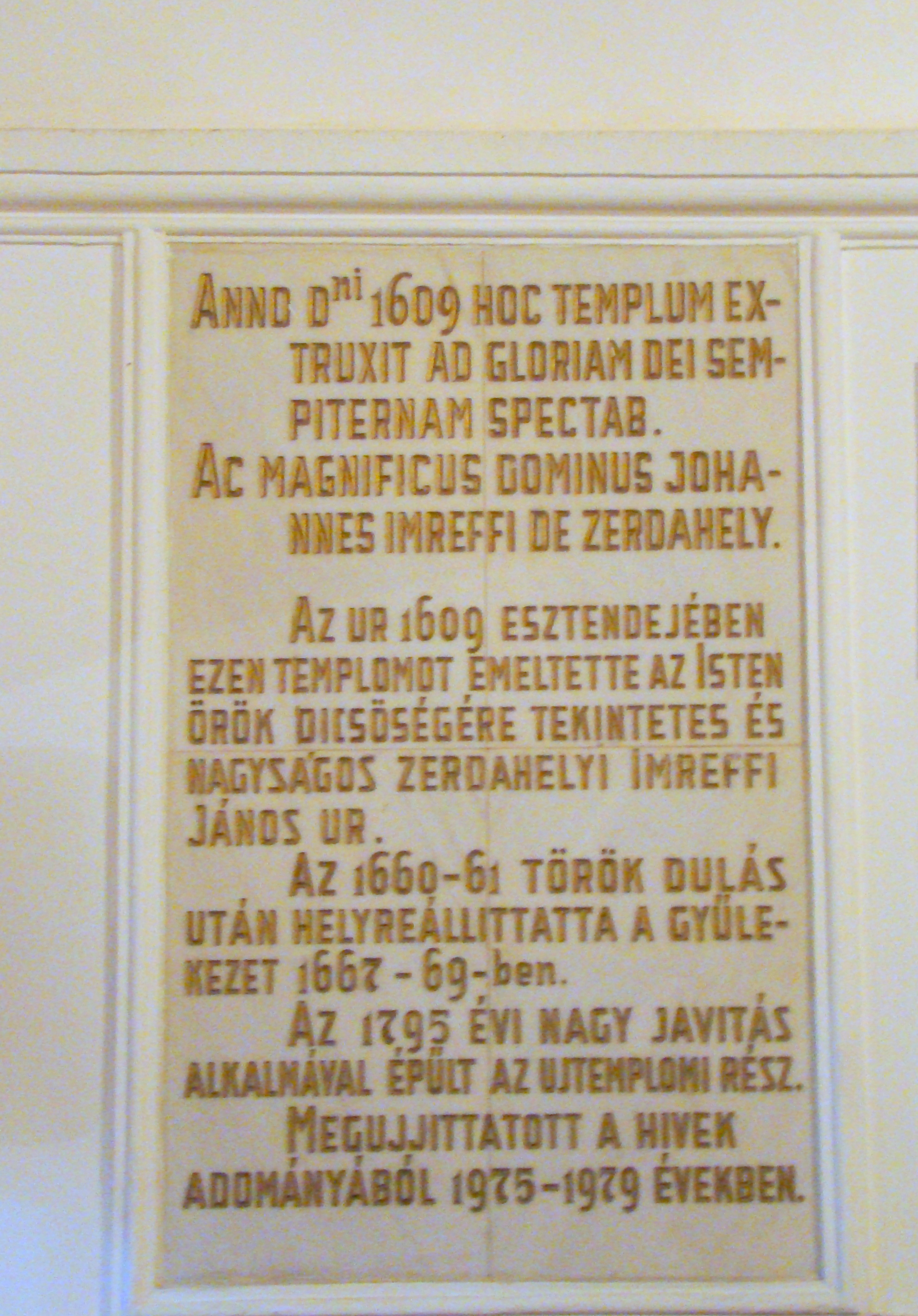
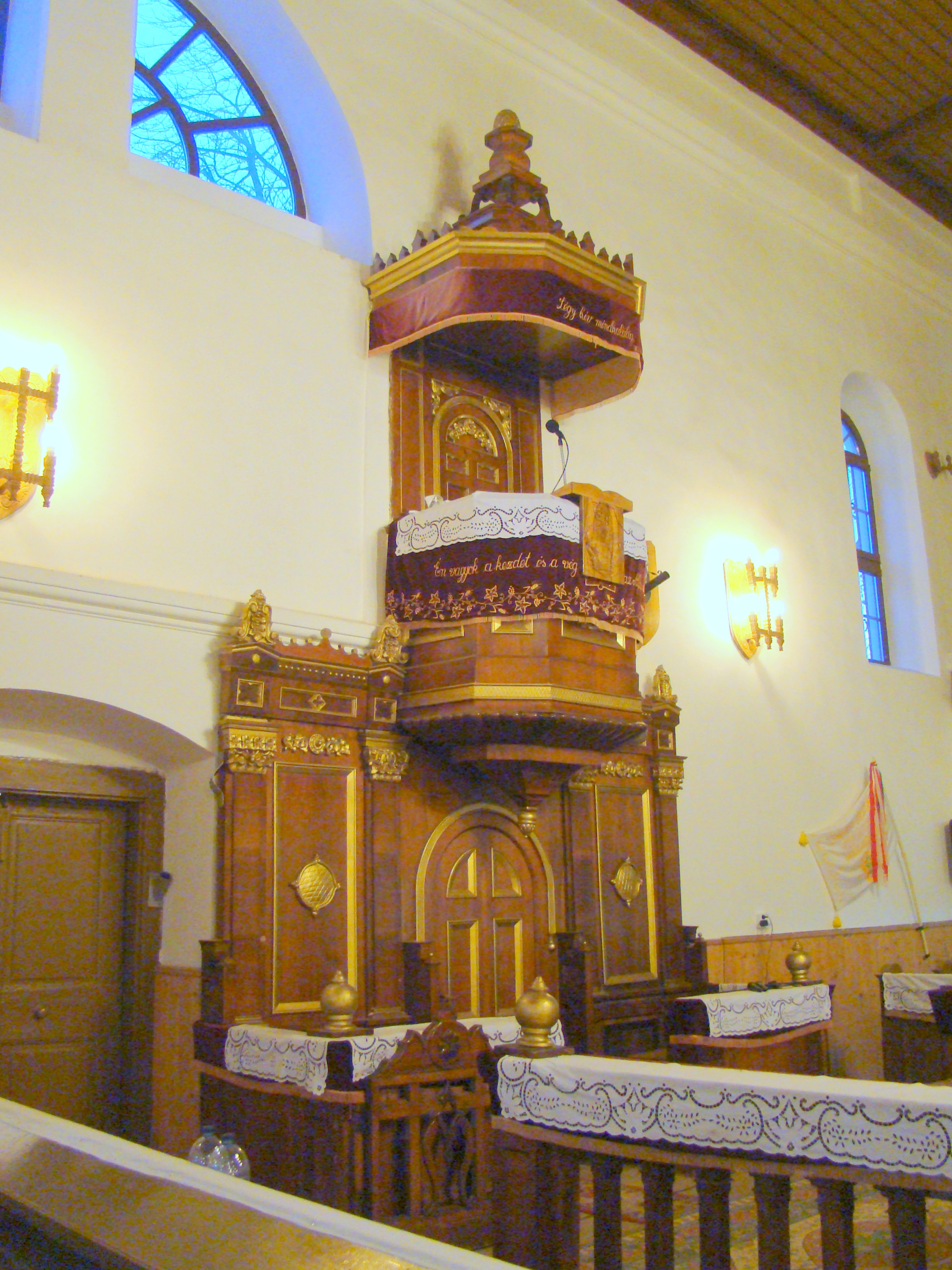
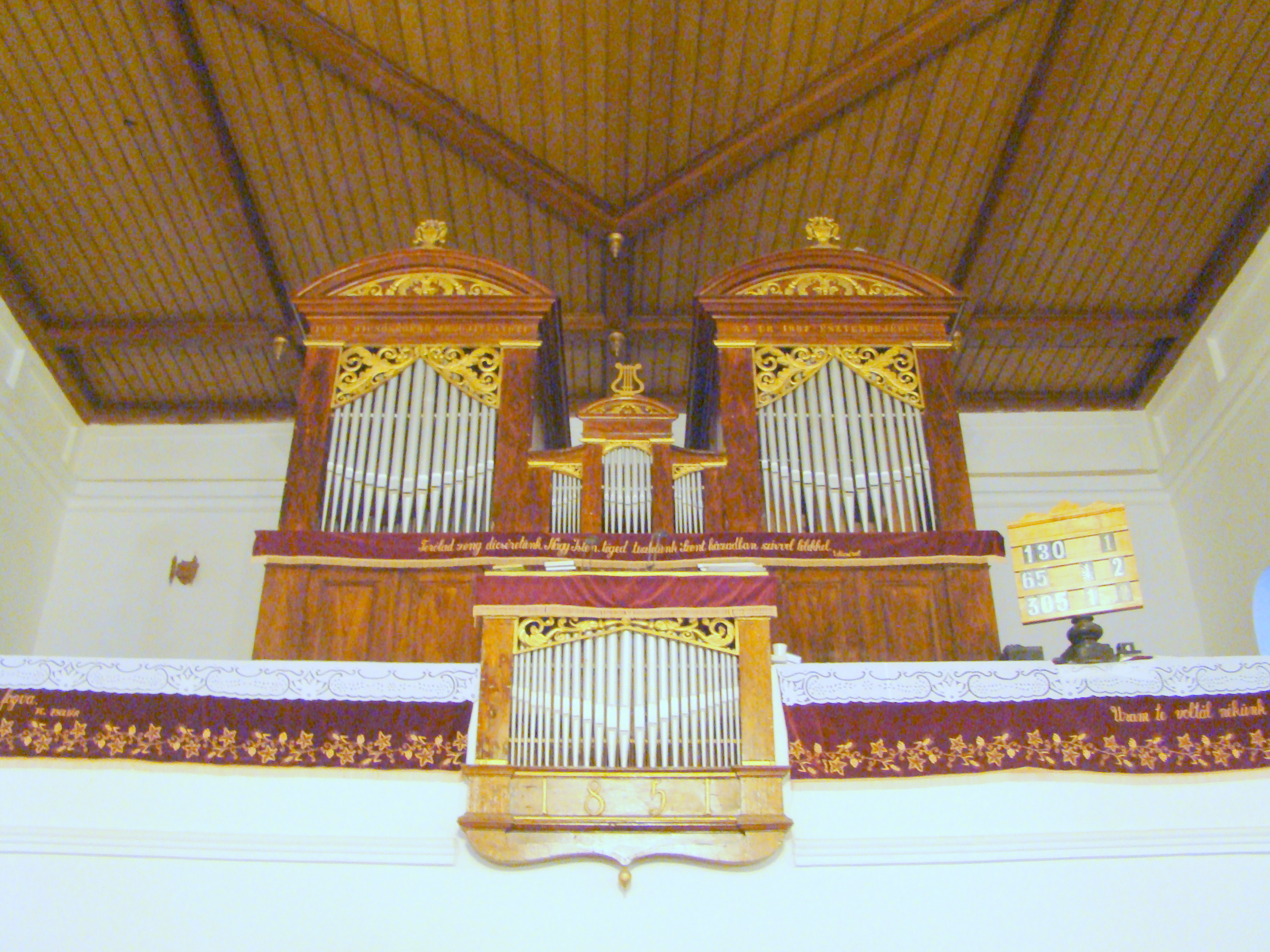
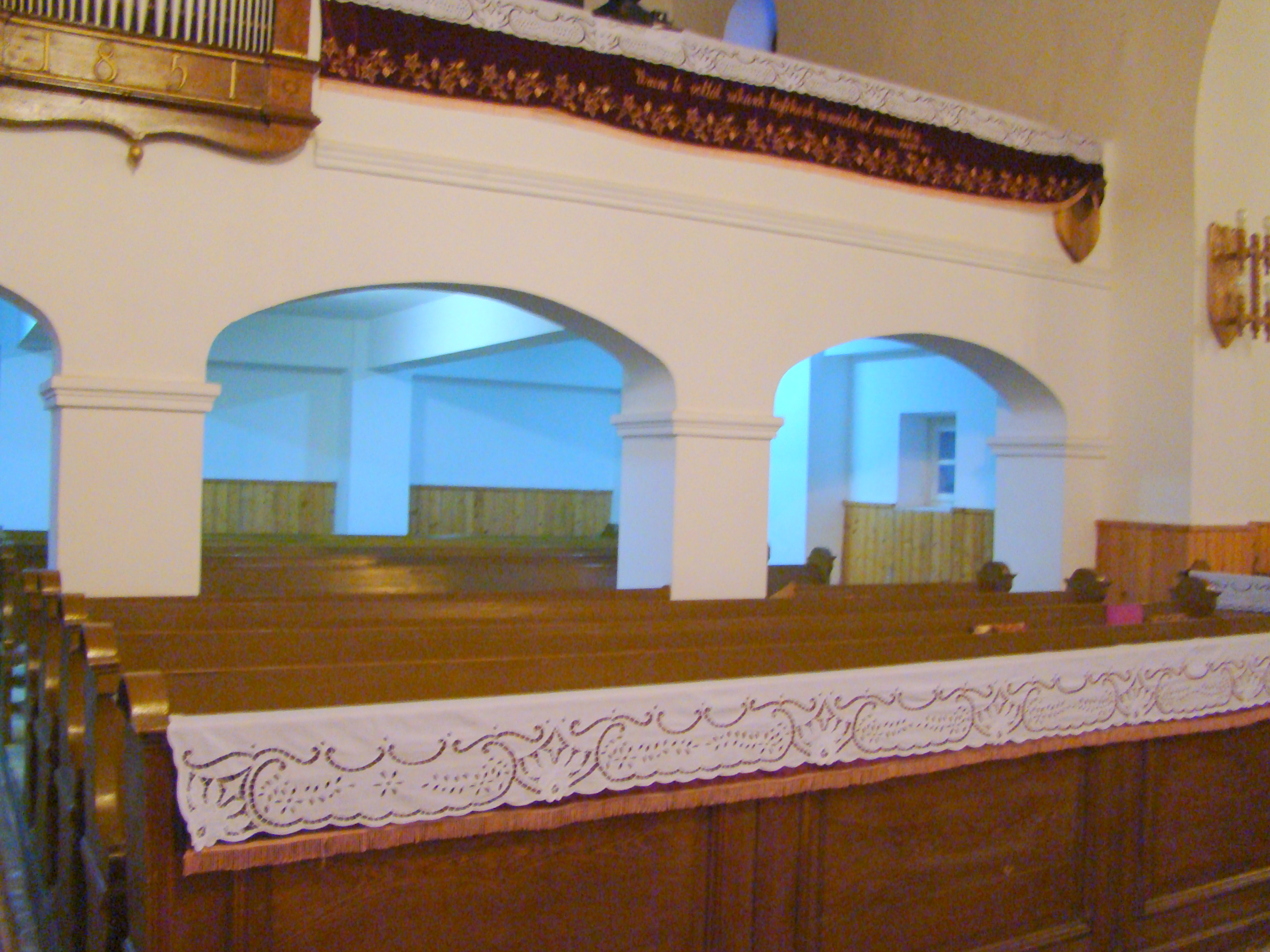
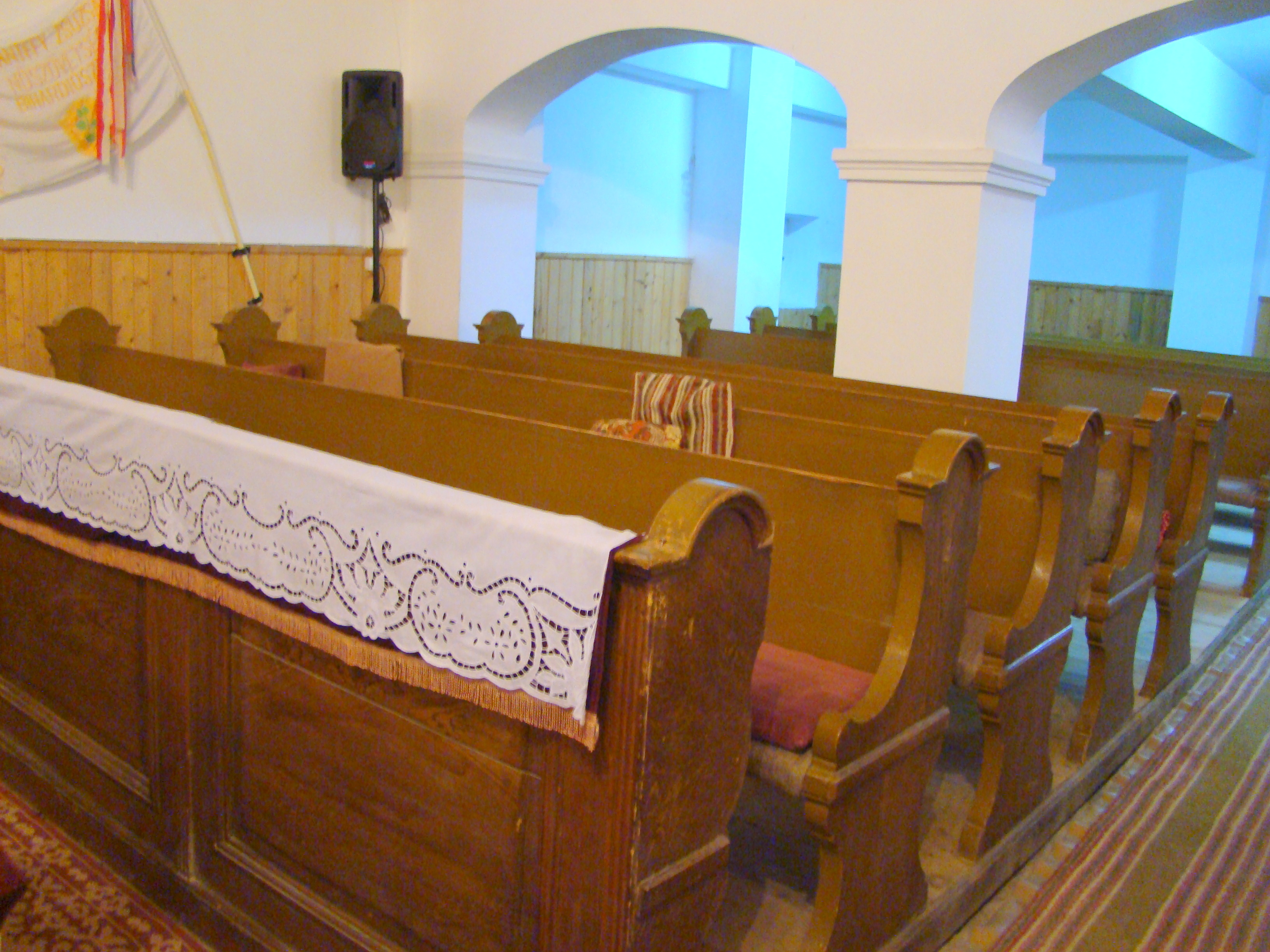
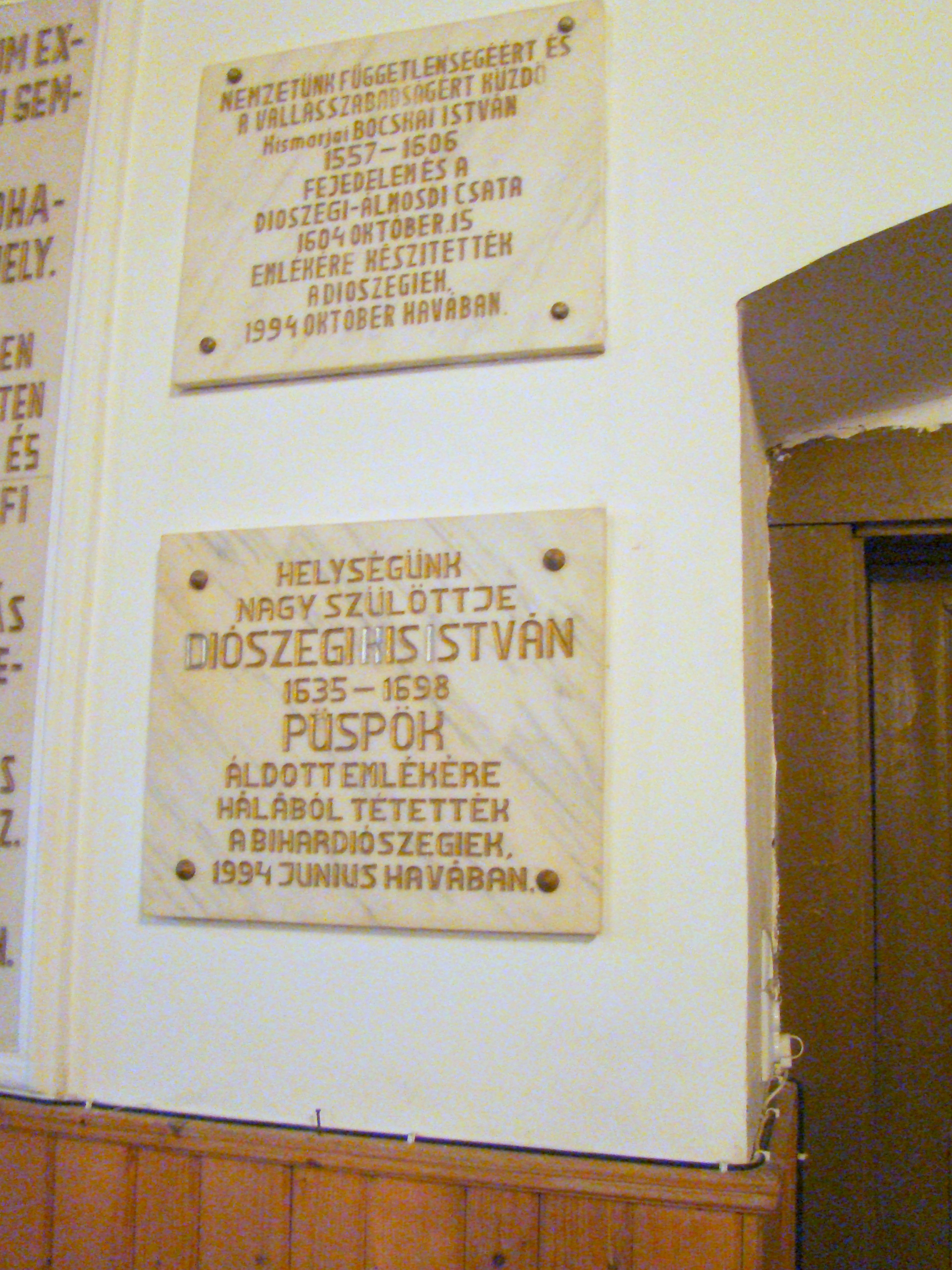
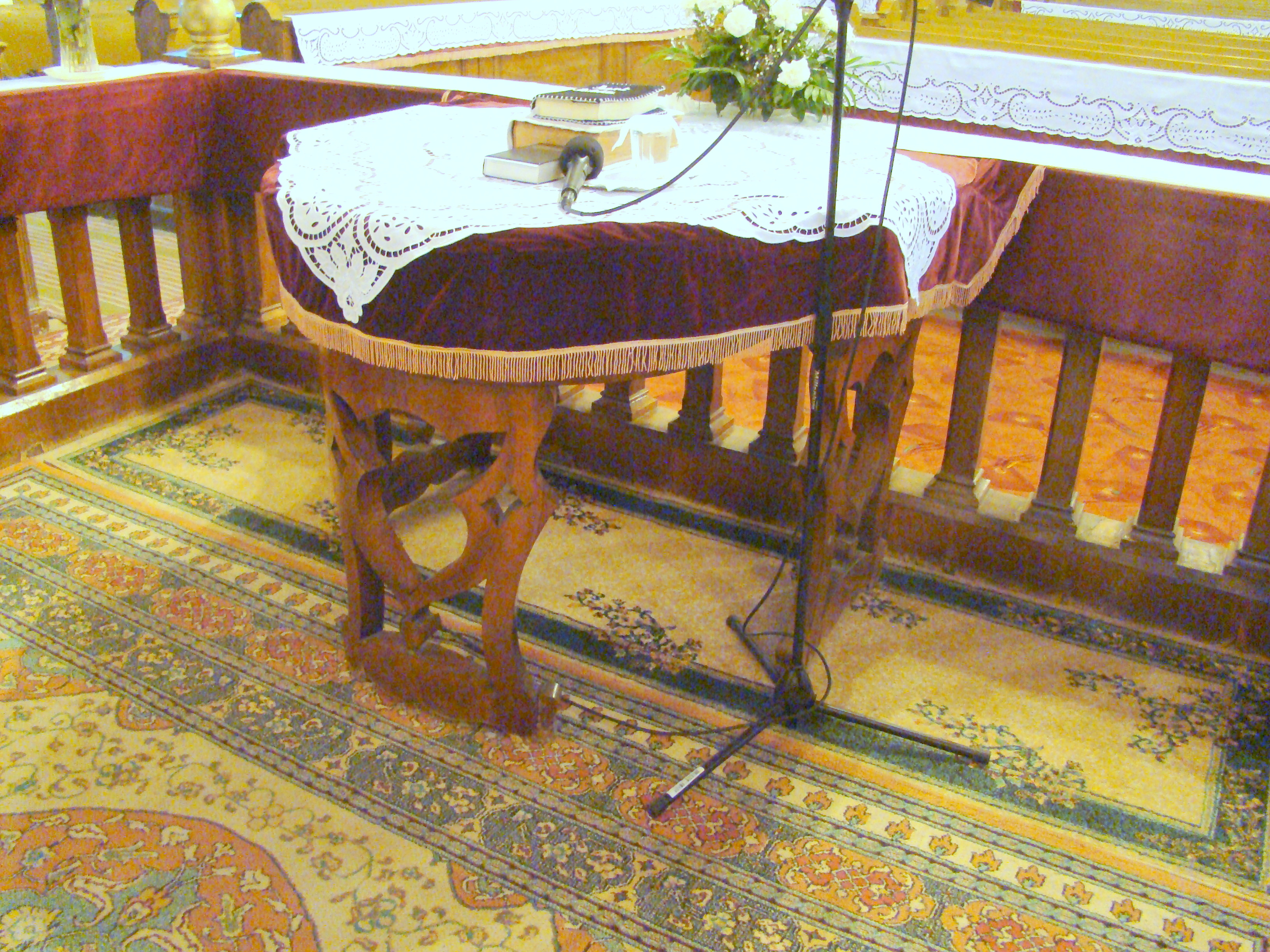
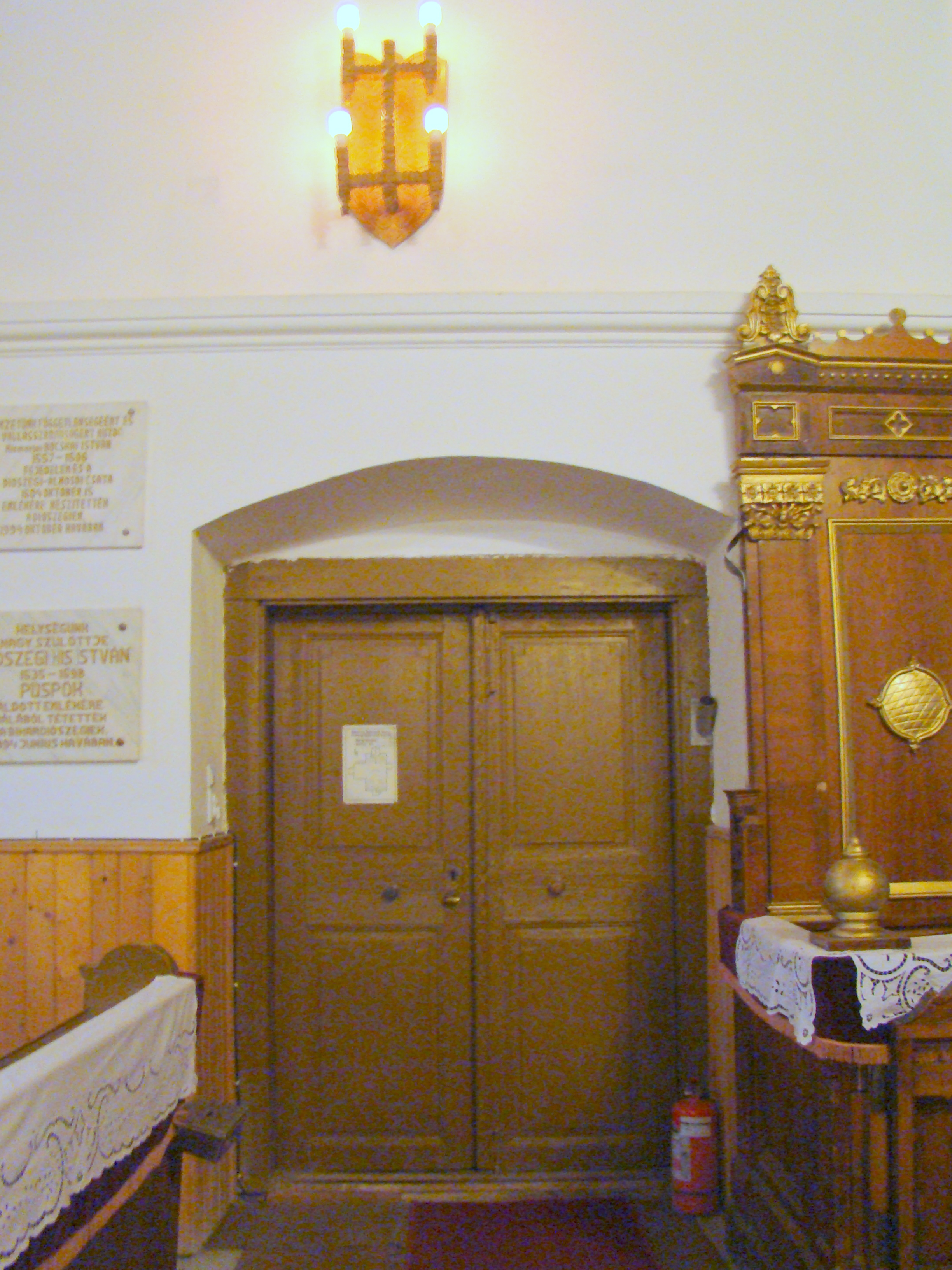
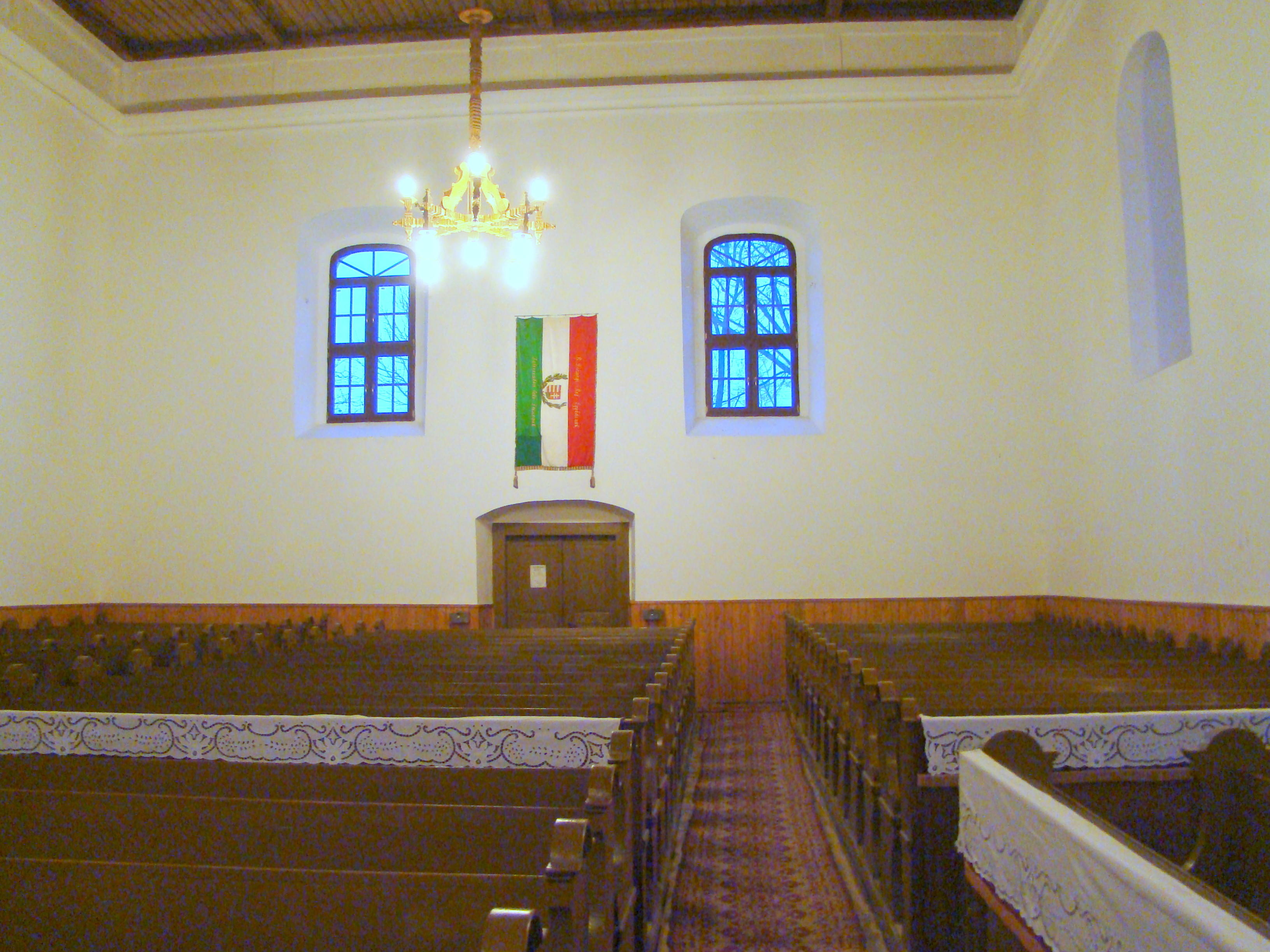

## Vezi și
- Diosig, Bihor